# Iturea
Iturea è il nome greco della provincia derivato dal nome biblico Jetur, che rappresentava un figlio di Ismaele della Genesi. Il nome della regione è menzionato solo una volta nella Bibbia, mentre tra i contemporanei il nome del popolo degli Iturei è tradotto in greco: Ἰτουραῖοι.

## Storia

### Prima dei Romani
È menzionata come una delle tribù sottomesse da Davide, re degli Ebrei, ed ancora da Strabone, Plinio il Vecchio, Giuseppe Flavio ed altri. Essi ritenevano che fosse una tribù di origine araba, conosciuta dai Romani come un popolo di predatori, ma anche apprezzato per la grande abilità dei suoi arcieri.
L'Iturea si trovava secondo Giuseppe Flavio, a nord della Galilea, mentre nel 105 a.C. Aristobulo I, avendo sconfitto gli Iturei, annesse parte di questo paese alla vicina Giudea, imponendo loro la religione ebraica. Strabone include i territori dell'Iturea nel regno di Tolomeo, che regnò dall'85 al 40 a.C.

### Roma in Oriente
A Tolomeo successe il figlio, Lisania, chiamato da Cassio Dione Cocceiano "Re degli Iturei". Nel 23 a.C. la Iturea con le province limitrofe cadde nelle mani di un certo Zenodoro. Tre anni più tardi, alla morte del re Zenodoro, Augusto dava la Iturea ad Erode il Grande, che a sua volta la diede al figlio Erode Filippo.
Parte della Iturea si trovava nella regione dei monti del Libano, come ci viene confermato da un'iscrizione del 6 d.C., nella quale un certo Q.Æmilius Secundus fu inviato dall'allora governatore di Galazia e Panfilia, Publio Sulpicio Quirinio, contro gli Iturei del Libano. Nel 38 Caligola diede in dono la Iturea ad un certo Soemo, che è chiamato da Cassio Dione Cocceiano e da Cornelio Tacito "Re degli Iturei".
Dopo la morte di Soemo, avvenuta nel 49, il suo regno fu incorporato nella provincia di Siria.

### Coorti ausiliarie nell'esercito romano
Con la definitiva sottomissione ed alleanza di questa regione dell'antico Libano all'Impero romano, la popolazione degli Iturei iniziò a fornire truppe ausiliarie all'esercito romano:
- Ala I Augusta Ituraeorum sagittaria è attestata in Pannonia superiore ad Arrabona[15], e anche nella vicina Pannonia inferiore[16] (probabilmente ad Intercisa[17]) in un periodo non precisato (forse sul finire del I secolo). Potrebbe aver partecipato alla guerra di conquista della Dacia sotto Traiano[18]. Fu trasferita in Mauretania Caesariensis[19] forse sotto Adriano. La troviamo in Pannonia inferiore nel 139[20], nel 148[21], nel 149 e nel 156[22] sotto Antonino Pio[23], nel 166 sotto Marco Aurelio e Lucio Vero[24] e nel 192 sotto Commodo[25].
- Ala I Ituraeorum sagittariorum civium Romanorum, presente in Mauretania Tingitana sotto il regno di Adriano. A Tipasa in Numidia a metà del II secolo d.C. Sotto Antonino Pio (138-145) partecipa alla campagna di Mauritania.
- Ala II Augusta Ituraeorum sagittaria, forse operante in Pannonia, Mesia e Dacia.
- Cohors I Ituraeorum civium romanorum che potrebbe coincidere con la Cohors I Ituraeorum sagittaria, in questo caso potrebbe non essere coorte equitata (vale a dire un corpo misto di cavalieri e fanti). La troviamo in Siria nell'88 sotto Domiziano[26], poi in Mauretania Tingitana nel 110-111 sotto Traiano[27], 122[28], nel 131 sotto Adriano[29], nel 151[30], nel 153[31], nel 157[32] e nel 161[33] sotto Antonino Pio.
- Cohors I Augusta[34] Ituraeorum equitata[35] posizionata in un periodo non precisato in Germania superiore, in zona Mogontiacum[36] (I secolo?). La troviamo in Pannonia sotto Tito nel 79[37], sotto Traiano nei diplomi del  98 e 103[38] forse a Brigetio[39]. È in Dacia come I Ituraeorum Augusta nel  110 e 111[40] in zona Porolissum[41] ed ancora nel 137 sotto Adriano[42], nel 144[43] e 158 sotto Antonino Pio[44], fino almeno a Marco Aurelio nel 179[45].
- Cohors II Ituraeorum equitata si trova insieme alla III Ituraeorum in Egitto[46] già dall'epoca di Germanico nel 18[47]. È qui attestata ancora nell'82 sotto Domiziano[48], nel 106[49] sotto Traiano ed ancora sotto Antonino Pio nel 157[50].
- Cohors III Ituraeorum equitata[51] la troviamo all'epoca di  Domiziano (82[48].), di Traiano nel 106[49] ed Antonino Pio in Egitto[52].
- Cohors IV Ituraeorum; Cohors V Ituraeorum; Cohors VI Ituraeorum: di loro non sappiamo nulla, se non che esistette la VII.

Cohors VI Ituraeorum è ricordata in una lapide - dell'anno 136 d.C. - del tempio egizio di Dakka, secondo la testimonianza di G. B. Belzoni, Viaggi in Egitto e Nubia, Milano 1825, I, p. 155.
- Cohors VII Ituraeorum si trovava in Egitto (a Tebe), forse nel II secolo[53].